# Hollis (Maine)
Hollis ist eine Town im York County im US-Bundesstaat Maine. Im Jahr 2020 lebten dort 4745 Einwohner in 1958 Haushalten auf einer Fläche von 85,44 km².

## Geographie
Nach dem United States Census Bureau hat Hollis eine Gesamtfläche von 85,44 km², von der 82,91 km² Land sind und 2,54 km² aus Gewässern bestehen.

### Geographische Lage
Hollis liegt im Osten des York Countys und grenzt an das Cumberland County. Der Saco River fließt entlang der westlichen Grenze der Town in südliche Richtung. Er mündet bei Biddeford in den Atlantischen Ozean. Es gibt einige kleinere Seen auf dem Gebiet, wie den Killick Pond im Norden oder den Deer Pond im Westen. Das Gebiet ist eher eben, ohne größere Erhebungen.

### Nachbargemeinden
Alle Entfernungen sind als Luftlinien zwischen den offiziellen Koordinaten der Orte aus der Volkszählung 2010 angegeben.
- Norden: Standish, Cumberland County, 6,4 km
- Osten: Buxton, 6,1 km
- Süden: Dayton, 9,3 km
- Südwesten: Lyman, 14,8 km
- Westen: Waterboro, 10,2 km

### Stadtgliederung
In Hollis gibt es mehrere Siedlungsgebiete: Bar Mills, Bonny Eagle, Clarks Mills, Hollis, Hollis Center, North Hollis, South Hollis, Tylers Corner, West Buxton und West Hollis.

### Klima
Die mittlere Durchschnittstemperatur in Hollis liegt zwischen −7,8 °C (18 °F) im Januar und 20,6 °C (69 °F) im Juli. Damit ist der Ort gegenüber dem langjährigen Mittel der USA um etwa 9 Grad kühler. Die Schneefälle zwischen Oktober und Mai liegen mit bis zu zweieinhalb Metern mehr als doppelt so hoch wie die mittlere Schneehöhe in den USA; die tägliche Sonnenscheindauer liegt am unteren Rand des Wertespektrums der USA.

## Geschichte
Eine erste europäische Besiedlung des Gebietes startete 1752. Ab 1779 war das Gebiet als Little Falls Plantation bekannt. Das Gebiet wurde am 17. Februar 1798 unter dem Namen Phillipsburg als Town organisiert. Der Namenswechsel zu Hollis erfolgte am 12. Januar 1812.
Durch Waldbrände im Jahr 1947 wurden viele historische Häuser zerstört. Heute sind nur etwa 20 % der Wohngebäude älter als 50 Jahre.
Land wurde im Jahr 1798 an Limington und im Jahr 1854 an Dayton abgegeben.

### Einwohnerentwicklung
| Volkszählungsergebnisse – Town of Hollis, Maine | Volkszählungsergebnisse – Town of Hollis, Maine | Volkszählungsergebnisse – Town of Hollis, Maine | Volkszählungsergebnisse – Town of Hollis, Maine | Volkszählungsergebnisse – Town of Hollis, Maine | Volkszählungsergebnisse – Town of Hollis, Maine | Volkszählungsergebnisse – Town of Hollis, Maine | Volkszählungsergebnisse – Town of Hollis, Maine | Volkszählungsergebnisse – Town of Hollis, Maine | Volkszählungsergebnisse – Town of Hollis, Maine | Volkszählungsergebnisse – Town of Hollis, Maine |
| Jahr                                            | 1800                                            | 1810                                            | 1820                                            | 1830                                            | 1840                                            | 1850                                            | 1860                                            | 1870                                            | 1880                                            | 1890                                            |
| ----------------------------------------------- | ----------------------------------------------- | ----------------------------------------------- | ----------------------------------------------- | ----------------------------------------------- | ----------------------------------------------- | ----------------------------------------------- | ----------------------------------------------- | ----------------------------------------------- | ----------------------------------------------- | ----------------------------------------------- |
| Einwohner                                       | 1097                                            | 1427                                            | 1762                                            | 2272                                            | 2363                                            | 2683                                            | 1683                                            | 1541                                            | 1542                                            | 1278                                            |
| Jahr                                            | 1900                                            | 1910                                            | 1920                                            | 1930                                            | 1940                                            | 1950                                            | 1960                                            | 1970                                            | 1980                                            | 1990                                            |
| Einwohner                                       | 1274                                            | 1284                                            | 1092                                            | 1034                                            | 1111                                            | 1214                                            | 1195                                            | 1560                                            | 2892                                            | 3573                                            |
| Jahr                                            | 2000                                            | 2010                                            | 2020                                            | 2030                                            | 2040                                            | 2050                                            | 2060                                            | 2070                                            | 2080                                            | 2090                                            |
| Einwohner                                       | 4114                                            | 4281                                            | 4745                                            |                                                 |                                                 |                                                 |                                                 |                                                 |                                                 |                                                 |

## Kultur und Sehenswürdigkeiten

### Bauwerke
In Hollis wurden mehrere Bauwerke und ein District unter Denkmalschutz gestellt und ins National Register of Historic Places aufgenommen.
- Salmon Falls (West) Historic Districte, 1987 unter der Register-Nr. 87001858.[9]
- Kate Douglas Wiggin House, 1977 unter der Register-Nr. 77000142.[10]

## Wirtschaft und Infrastruktur

### Verkehr
Der U.S. Highway 202 verläuft in westöstlicher Richtung durch den südlichen Teil von Hollis und verbindet es mit Gorham im Osten und Waterboro im Westen. Die Maine State Route 117 und die Maine State Route 35 verlaufen in nordsüdlicher Richtung und kreuzen dabei den Highway.

### Öffentliche Einrichtungen
In Hollis gibt es keine medizinischen Einrichtungen. Die nächstgelegenen befinden sich in Gorham, Saco und Biddeford.
In Hollis befindet sich die Hollis Center Public Library in Hollis Center und die Salmon Falls Library im historischen Kate Douglas Wiggin House, dem Sommersitz der Kinderbuchautorin und Erzieherin Kate Douglas Wiggin in West Salmon Falls.

### Bildung
Hollis gehört mit Buxton, Frye Island, Limington und Standish zum Schulbezirk MSAD 6.
Im Distrikt werden folgende Schulen angeboten:
- Bonny Eagle High School in Standish
- Bonny Eagle Middle School in Buxton
- Buxton Center Elementary School in Buxton
- Edna Libby Elementary School in Standish
- George E Jack School in Standish
- H B Emery Junior Memorial School in Limington
- Hollis Elementary School in Hollis
- Steep Falls Elementary School in Standish

## Persönlichkeiten

### Söhne und Töchter der Stadt
- Alias (1976–2018), Rapper

### Persönlichkeiten, die vor Ort gewirkt haben
- Kate Douglas Wiggin (1856–1923), Kinderbuchautorin und Erzieherin